# Trogloleleupia eggerti
Trogloleleupia eggerti is een vlokreeftensoort uit de familie van de Ingolfiellidae. De wetenschappelijke naam van de soort is voor het eerst geldig gepubliceerd in 1964 door Ruffo.